# ACレナーテ
アッソチアツィオーネ・カルチョ・レナーテ（イタリア語: Associazione Calcio Renate）は、イタリアのレナーテをホームタウンとするサッカークラブ。2024-25シーズンはセリエCに所属。

## 歴史
ACレナーテは第二次世界大戦後の1947年にインテルのサポーターグループの主導で創設された。ユニフォームカラーはインテルと同じ青と黒である。
1977-78シーズンはセコンダ・カテゴリア・ロンバルディアで優勝し、プリマ・カテゴリアに昇格した。プリマ・カテゴリアで連続18シーズン目の1995-96シーズンはプリマ・カテゴリア・ロンバルディアで優勝し、プロモツィオーネに昇格した。1998-99シーズンはプロモツィオーネ・ロンバルディアで優勝し、エッチェッレンツァに昇格した。2004-05シーズンはエッチェッレンツァ・ロンバルディアで優勝し、セリエDに昇格した。2007年、クラブ創設60周年を迎えた。クラブは1961-62シーズンのセコンダ・カテゴリア・ロンバルディア・ジローネDで初優勝を飾り、2005年までに5回の優勝を果たした。
2009-10シーズンはセリエD・ジローネBで5位に終わったが、プレーオフでアルツァーノチェーネ1909、ダルフォ・ボアーリオに勝利し、レガ・プロ・セコンダに昇格した。2013-14シーズンはレガ・プロ・セコンダ・ジローネAで2位になり、レガ・プロに昇格した。

## タイトル
- エッチェッレンツァ・ロンバルディア 優勝 (1) : 2004-2005 (A)
- プロモツィオーネ・ロンバルディア 優勝 (1) : 1998-1999 (B)
- プリマ・カテゴリア・ロンバルディア 優勝 (1) : 1995-1996 (F)
- セコンダ・カテゴリア・ロンバルディア 優勝 (2) : 1961-1962 (D), 1977-1978 (M)

## 過去の成績
| シーズン | ディビジョン                    | ディビジョン | ディビジョン | ディビジョン | ディビジョン | ディビジョン | ディビジョン | ディビジョン | ディビジョン | コッパ・イタリア |
| シーズン | リーグ                          | 試           | 勝           | 分           | 敗           | 得           | 失           | 勝ち点       | 順位         | コッパ・イタリア |
| -------- | ------------------------------- | ------------ | ------------ | ------------ | ------------ | ------------ | ------------ | ------------ | ------------ | ---------------- |
| 2009-10  | セリエD ・ジローネB             | 34           | 15           | 9            | 10           | 47           | 41           | 54           | 5位          | 1回戦敗退        |
| 2010-11  | レガ・プロ・セコンダ・ジローネA | 32           | 13           | 11           | 8            | 42           | 28           | 50           | 5位          | —                |
| 2011-12  | レガ・プロ・セコンダ・ジローネA | 38           | 11           | 15           | 12           | 40           | 44           | 48           | 12位         | —                |
| 2012-13  | レガ・プロ・セコンダ・ジローネA | 34           | 18           | 3            | 13           | 61           | 46           | 57           | 6位          | —                |
| 2013-14  | レガ・プロ・セコンダ・ジローネA | 34           | 15           | 12           | 7            | 43           | 26           | 57           | 2位          | —                |
| 2014-15  | レガ・プロ・ジローネA           | 38           | 11           | 12           | 15           | 35           | 49           | 45           | 14位         | 2回戦敗退        |
| 2015-16  | レガ・プロ・ジローネA           | 34           | 11           | 10           | 13           | 26           | 38           | 43           | 11位         | —                |
| 2016-17  | レガ・プロ・ジローネA           | 38           | 12           | 15           | 11           | 36           | 36           | 51           | 10位         | —                |
| 2017-18  | セリエC ・ジローネB             | 34           | 12           | 12           | 10           | 34           | 31           | 48           | 7位          | 3回戦敗退        |
| 2018-19  | セリエC ・ジローネB             | 38           | 8            | 15           | 15           | 23           | 33           | 39           | 17位         | 1回戦敗退        |
| 2019-20  | セリエC ・ジローネA             | 27           | 11           | 10           | 6            | 34           | 22           | 43           | 3位          | —                |
| 2020-21  | セリエC ・ジローネA             | 38           | 19           | 8            | 11           | 47           | 36           | 65           | 3位          | 2回戦敗退        |
| 2021-22  | セリエC ・ジローネA             | 38           | 18           | 8            | 12           | 59           | 43           | 62           | 4位          | —                |
| 2022-23  | セリエC ・ジローネA             |              |              |              |              |              |              |              | 位           |                  |

## 歴代所属選手
- フランチェスコ・アチェルビ 2007